# Michael D. Higgins
Michael Daniel Higgins (Limerick, 1941. április 18. –) ír politikus, az Ír Köztársaság kilencedik elnöke. A munkáspárti Higginst 70 évesen, 2011-ben választották elnöknek. Az írországi preferenciális szavazási rendszerben a szavazók 40 százaléka választotta őt első helyen Seán Gallagher és Martin McGuinness ellenében. Hét évvel később ismét indult az elnökválasztáson, ahol az első helyen leadott szavazatok 56 százalékával elsöprő győzelmet aratott a hétfős mezőnyben.